# V418 Близнецов
V418 Близнецов (лат. V418 Geminorum) — промежуточный поляр, двойная катаклизмическая переменная звезда типа DQ Геркулеса (XM)* в созвездии Близнецов на расстоянии (вычисленном из значения параллакса) приблизительно 12 530 световых лет (около 3 842 парсек) от Солнца. Видимая звёздная величина звезды — от +16,8m до +16,3m. Орбитальный период — около 0,1821 суток (4,3704 часа).

## Характеристики
Первый компонент — аккрецирующий белый карлик спектрального класса pec(e). Масса — около 0,74 солнечной. Эффективная температура — около 8392 К.